# 辻井民之助

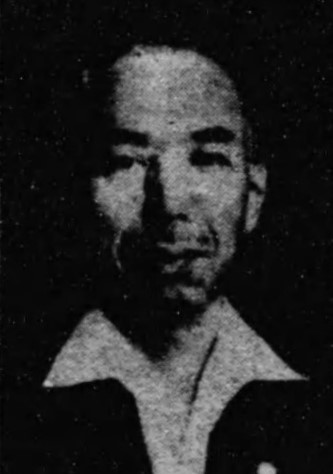
辻井民之助

辻井 民之助（つじい たみのすけ、1893年（明治26年）6月3日 - 1972年（昭和47年）7月1日）は、日本の労働運動家、政治家。衆議院議員。

## 経歴
京都市上京区西陣で生まれる。1905年、小学校卒業後、西陣織の徒弟となる。1918年頃に賃織業者として独立。1919年、友愛会に加わり労働組合運動に従事。1921年、西陣織物労働組合を組織し、同年、日本労働総同盟関西労働同盟会副会長に就任。1922年、日本共産党に入党し、1923年、執行委員に就任したが、一斉検挙事件の後、ソ連に亡命し、帰国後、1924年に検挙され、禁錮10ヵ月となる。その後、労働農民党、日本労農党、社会民衆党などに所属し、1935年、京都府会議員に当選し、同参事会員、京都市会議員も務めた。
戦後、日本社会党に入党し、1946年4月、第22回衆議院議員総選挙に京都府選挙区から出馬して当選。第23回総選挙（京都府第一区）でも当選し、衆議院議員を連続二期務めた。この間社会党中央執行委員にもなっている。
衆院議員落選後は再度京都府会議員となる傍ら、京都合同繊維労働組合長、京都労働金庫理事長、京都府地方労働委員などを務めた。

## 著作
- 『労働運動40年 : 附・社会党・総評批判』辻井民之助、1962年。